# Sweet Surrender
Sweet Surrender est une série télévisée américaine en six épisodes de 25 minutes, diffusée entre le 18 avril et le 8 juillet 1987 sur le réseau NBC.
Cette série est inédite dans tous les pays francophones.

## Distribution
- Mark Blum : Ken Holden
- Dana Delany : Georgia Holden
- Viveka Davis (en) : Cak
- David Doyle : Frank Macklin
- Edan Gross (en) : Bart Holden
- Marjorie Lord : Joyce Holden
- Louise Williams : Lyla Gafney

## Épisodes
1. The Big Seven
2. Where There's a Will…
3. The Holdens Go To Dinner
4. High School Confidential
5. I Got Those No Dough, No Justice, Crazy Dog Blues
6. Sexual Diversity in Philadelphia